# Hipnosis regresiva
La hipnosis regresiva  nace como una rama de la hipnosis clínica, en este tipo de hipnosis se utiliza la técnica para llevar atrás en el tiempo a una persona, para que reviva en un estado de relajación y de forma controlada sucesos del pasado.
Esta rama de la ya cuestionada hipnosis, surge desde los albores de la llamada "New Age"[cita requerida] y se utiliza como terapia complementaria para varios trastornos de índole psicológico. 
Pioneros de esta terapia es el mundialmente conocido Dr. Brian Weiss, quien pasó de reconocido psiquiatra que trataba a sus pacientes de acuerdo a los cánones de la psiquiatría moderna a un ferviente "predicador" de esta terapia regresiva con la que asegura haber obtenido resultados muy importantes, habiendo volcado muchas de las historia de tratamiento en libros que hoy por hoy son superventas entre los cultores de la nueva era.
La hipnosis regresiva rompe con los esquemas de lo que hoy la psicología de índole científica (en general, la rama cognitivo-conductual) conoce como "mente" porque precisamente ese concepto es tan amplio, que la ciencia se queda corta al definirlo[cita requerida].